# Lista de presidentes da Companhia Siderúrgica Nacional
Esta é uma lista de presidentes da Companhia Siderúrgica Nacional.
A CSN teve início de projeto em 1940 com a criação da Comissão Executiva do Plano Siderúrgico Nacional, e foi inaugurada em 9 de abril de 1941 pelo presidente Getúlio Vargas em Volta Redonda, que até então era distrito de Barra Mansa.
Em todo o período como empresa estatal, houve casos polêmicos por parte do Governo Federal, como em 1959, quando Juscelino Kubitschek colocou na presidência da CSN o próprio irmão, sendo assim acusado de nepotismo. Ou quando houve a Greve de 1988 na CSN em Volta Redonda.
Em 1993 a Companhia foi privatizada, tendo Benjamin Steinbruch como proprietário, que após indicar dois presidentes na empresa, decidiu tomar para si mesmo o cargo de presidente.

## Era Vargas
| Nº | Foto | Nome             | Início             | Fim                   | Presidente     |
| -- | ---- | ---------------- | ------------------ | --------------------- | -------------- |
| 1  |      | Guilherme Guinle | 1 de março de 1940 | 30 de outubro de 1945 | Getúlio Vargas |

## República Populista
| Nº | Foto | Nome                            | Início                | Fim                   | Presidente                          |
| -- | ---- | ------------------------------- | --------------------- | --------------------- | ----------------------------------- |
| 2  |      | Gen. Sylvio Raulino de Oliveira | 31 de outubro de 1945 | 16 de julho de 1954   | José Linhares e Eurico Gaspar Dutra |
| 3  |      | Gen. Macedo Soares              | 17 de julho de 1954   | 11 de outubro de 1959 | Getúlio Vargas                      |
| 4  |      | João Kubitschek de Oliveira     | 12 de outubro de 1959 | 26 de agosto de 1961  | Juscelino Kubitschek                |
| 5  |      | Alm. Lúcio Meira                | 27 de agosto de 1961  | 8 de abril de 1964    | João Goulart                        |

## Ditadura Militar
| Nº | Foto | Nome                              | Início             | Fim                | Presidente              |
| -- | ---- | --------------------------------- | ------------------ | ------------------ | ----------------------- |
| 6  |      | Gen. Osvaldo Pinto da Veiga       | 9 de abril de 1964 | 9 de abril de 1967 | Humberto Castelo Branco |
| 7  |      | Gen. Alfredo Américo da Silva     | 9 de abril de 1967 | 9 de abril de 1973 | Artur da Costa e Silva  |
| 8  |      | Ademar Pinto                      | 9 de abril de 1973 | 9 de abril de 1975 | Emílio Médici           |
| 9  |      | Plínio Reis de Cantanhede Almeida | 9 de abril de 1975 | 9 de abril de 1979 | Ernesto Geisel          |
| 10 |      | Benjamin Mário Baptista Pai       | 9 de abril de 1979 | 9 de abril de 1985 | João Figueiredo         |

## Nova República
| Nº | Foto | Nome                           | Início                | Fim                   | Presidente               |
| -- | ---- | ------------------------------ | --------------------- | --------------------- | ------------------------ |
| 11 |      | Juvenal Osório Gomes           | 9 de abril de 1985    | 17 de abril de 1990   | José Sarney              |
| 12 |      | Roberto Procópio de Lima Netto | 18 de abril de 1990   | 1 de dezembro de 1992 | Fernando Collor de Mello |
| 13 |      | Sebastião Faria de Souza       | 1 de dezembro de 1992 | 2 de abril de 1993    | Itamar Franco            |

## Após privatização
| Nº | Foto | Nome                           | Início               | Fim                  | Proprietário        |
| -- | ---- | ------------------------------ | -------------------- | -------------------- | ------------------- |
| 14 |      | Roberto Procópio de Lima Netto | 2 de abril de 1993   | 1 de junho de 1994   | Benjamin Steinbruch |
| 15 |      | Sylvio Nóbrega Coutinho        | 1 de junho de 1994   | 1 de janeiro de 1996 | Benjamin Steinbruch |
| 16 |      | Benjamin Steinbruch            | 1 de janeiro de 1996 | Atualidade           | Ele mesmo           |